# إعطاء ذاتي (طب)

الإعطاء الذاتي، بالمعنى الطبي، هي عملية يقصد بها إعطاء الشخص لنفسه مادة دوائية. ومن الأمثلة السريرية على ذلك 'الحقن الذاتي' للأنسولين تحت الجلد لدى مريض السكري.
في التجارب على الحيوانات، الإعطاء الذاتي هي شكل من أشكال التكييف الفعال حيث تكون المكافأة دواء. يمكن إعطاء هذا الدواء عن بعد من خلال خط وريدي مزروع أو الحقن داخل البطين. يعتبر التناول الذاتي للعقاقير التي يُفترض أنها تسبب الإدمان أحد أكثر النماذج التجريبية صحة للتحقيق في سلوك البحث عن المخدرات وتعاطيها. كلما زاد معدل تكرار إصدار حيوان الاختبار للسلوك الفعال زادت المكافأة (والإدمان). تمت دراسة الإعطاء الذاتي للعقاقير المسببة للإدمان باستخدام البشر، والثدييات والفئران واللافقريات مثل النمل والأكثر شيوعًا الفئران.
يستخدم التناول الذاتي للهيروين والكوكايين لفحص الأدوية بحثًا عن التأثيرات المحتملة في الحد من سلوك تعاطي المخدرات، وخاصة إعادة البحث عن المخدرات بعد الانقراض. قد تكون العقاقير التي لها هذا التأثير مفيدة في علاج الأشخاص الذين يعانون من إدمان المخدرات من خلال مساعدتهم على إثبات الامتناع عن ممارسة الجنس أو تقليل احتمالية عودتهم إلى تعاطي المخدرات بعد فترة من الامتناع عن ممارسة الجنس.
في نموذج بارز للإدارة الذاتية طوره جورج كوب، يُسمح للفئران بتناول الكوكايين ذاتيًا إما لمدة ساعة واحدة كل يوم أو 6 ساعات كل يوم. تُظهر الحيوانات التي يُسمح لها بالإعطاء الذاتي لمدة 6 ساعات يوميًا سلوكًا يُعتقد أنه يشبه الاعتماد على الكوكايين، مثل زيادة الجرعة الإجمالية التي يجري تناولها خلال كل جلسة وزيادة الجرعة المأخوذة عند إتاحة الكوكايين لأول مرة.

## خلفية الإعطاء الذاتي
يُعد النموذج السلوكي لـ 'الإعطاء الذاتي' بمثابة نموذج سلوكي حيواني لعلم الأمراض البشري للإدمان. في أثناء المهمة يتم تكييف الحيوانات الحية لأداء عمل واحد عادة ما يكون بالضغط على الرافعة، من أجل تلقي الدواء. يحدث التعزيز (من خلال استخدام الدواء) رهنًا بأداء الشخص للسلوك المطلوب. تعتمد جرعات الدواء في دراسات الإعطاء الذاتي على الاستجابة. يعد هذا عنصرًا مهمًا في إنشاء نموذج مرض لإدمان المخدرات لدى البشر لأن إدارة الدواء المستقلة عن الاستجابة ترتبط بزيادة السمية والتأثيرات البيولوجية العصبية والكيميائية العصبية والسلوكية المختلفة. باختصار، تختلف آثار جرعات الأدوية المعتمدة على الاستجابة اختلافًا كبيرًا عن جرعات الأدوية المستقلة عن الاستجابة ودراسات الإعطاء الذاتي التي تتناول هذا التمييز بشكل مناسب.

## تاريخ الإعطاء الذاتي
منذ منتصف القرن العشرين، قام الباحثون بالتحقيق في دافع الحيوانات لاستهلاك المواد المسببة للإدمان من أجل فهم عمليات الإدمان البشرية بشكل أفضل. كان سبراج من أوائل الباحثين الذين قاموا بإنشاء نموذج للمورفينية المزمنة في الشمبانزي لاستكشاف دور التكييف الفعال فيما يتعلق بالاعتماد على المخدرات. عندما يُحرم الشمبانزي من كل من الطعام والمورفين، فإنه يحاول مرارًا وتكرارًا البحث عن الدواء المفضل، حتى أنه يفعل الكثير لسحب المجرب جسديًا إلى الغرفة التي تحتوي على المورفين والمحاقن. نشرت مجلة ويكز في سنة (1962) حسابًا لأول استخدام حقيقي لنموذج الإعطاء الذاتي في الوريد في دراسة تهدف إلى نمذجة إدمان المورفين لدى الفئران غير المقيدة. ولأول مرة، استخدمت مادة مسببة للإدمان كمعزز فعال وأخذت الفئران المورفين ذاتيًا للشبع في أنماط الاستجابة النمطية.
اعتمد المجتمع العلمي بسرعة نموذج الإعطاء الذاتي كوسيلة سلوكية لفحص عمليات الإدمان وتكييفها مع الرئيسيات غير البشرية. درس تومسون وشوستر (1964) خصائص التعزيز النسبية للمورفين في قرود الريسوس المقيدة باستخدام الإعطاء الذاتي في الوريد. لوحظت تغييرات كبيرة في الاستجابة لأنواع أخرى من المعززات (مثل الغذاء، وتجنب الصدمات) في المواد التي تعتمد على المخدرات. في عام 1969، قدم دينو وياناجيتا وسيفرس لقرود المكاك إمكانية الوصول المجاني إلى مجموعة متنوعة من المواد المسببة للإدمان للتحقيق فيما إذا كانت الثدييات ستبدأ طواعية الإعطاء الذاتي لهذه المواد. أدى بدء الإعطاء الذاتي والحفاظ عليها إلى الاعتماد والسمية لدى القرود، وبالتالي تقريب الجوانب المهمة من إدمان المخدرات لدى البشر والسماح بأولى دراسات الإعطاء الذاتي الحديثة.
سيصبح إجراء اختبار فعالية العامل الدوائي كمعزز قريبًا اختبارًا قياسيًا. في أغلب الأحيان، أجريت دراسات على الثدييات لتحديد إمكانية الإدمان كما هو مطلوب في عملية تطوير الدواء. في عام 1983، من قبل كولينز وآخرين. نشرت ورقة تاريخية تعرض فيها الفئران لمجموعة من 27 مؤثرًا نفسيًا. قارن الفريق معدلات الإعطاء الذاتي لعقار الاختبار مع معدلات الإعطاء الذاتي للمركبات المالحة. إذا كانت الحيوانات تدار ذاتيًا بمعدل أكبر بكثير من المركبات، فإن العقار يعتبر معززًا نشطًا له إمكانية الإدمان. مع استثناءات قليلة، فإن مسؤولية الإساءة التي لوحظت للفئران توازي تلك التي لوحظت من البحث السابق على القرود. في ضوء أوجه التشابه بين النماذج الحيوانية المختلفة، حُدد أنه يمكن التحقيق في إمكانية الإدمان للمواد ذات التأثير النفساني باستخدام الفئران بدلاً من الثدييات.